# Josef Urban (luchador)
Josef Urban (Praga, Checoslovaquia, 17 de junio de 1899-ídem, 2 de septiembre de 1968) fue un deportista checoslovaco especialista en lucha grecorromana donde llegó a ser subcampeón olímpico en Los Ángeles 1932.

## Carrera deportiva
En los Juegos Olímpicos de 1932 celebrados en Los Ángeles ganó la medalla de plata en lucha grecorromana estilo peso pesado, tras el luchador sueco Carl Westergren (oro) y por delante del austriaco Nickolaus Hirschl (bronce).